# ریسیام

ریسیام شهری در شهرستان کونگوسی در استان بام در بورکینافاسوی شمالی است و جمعیت آن ۹۷۵ نفر است.